# Digitale fotografie

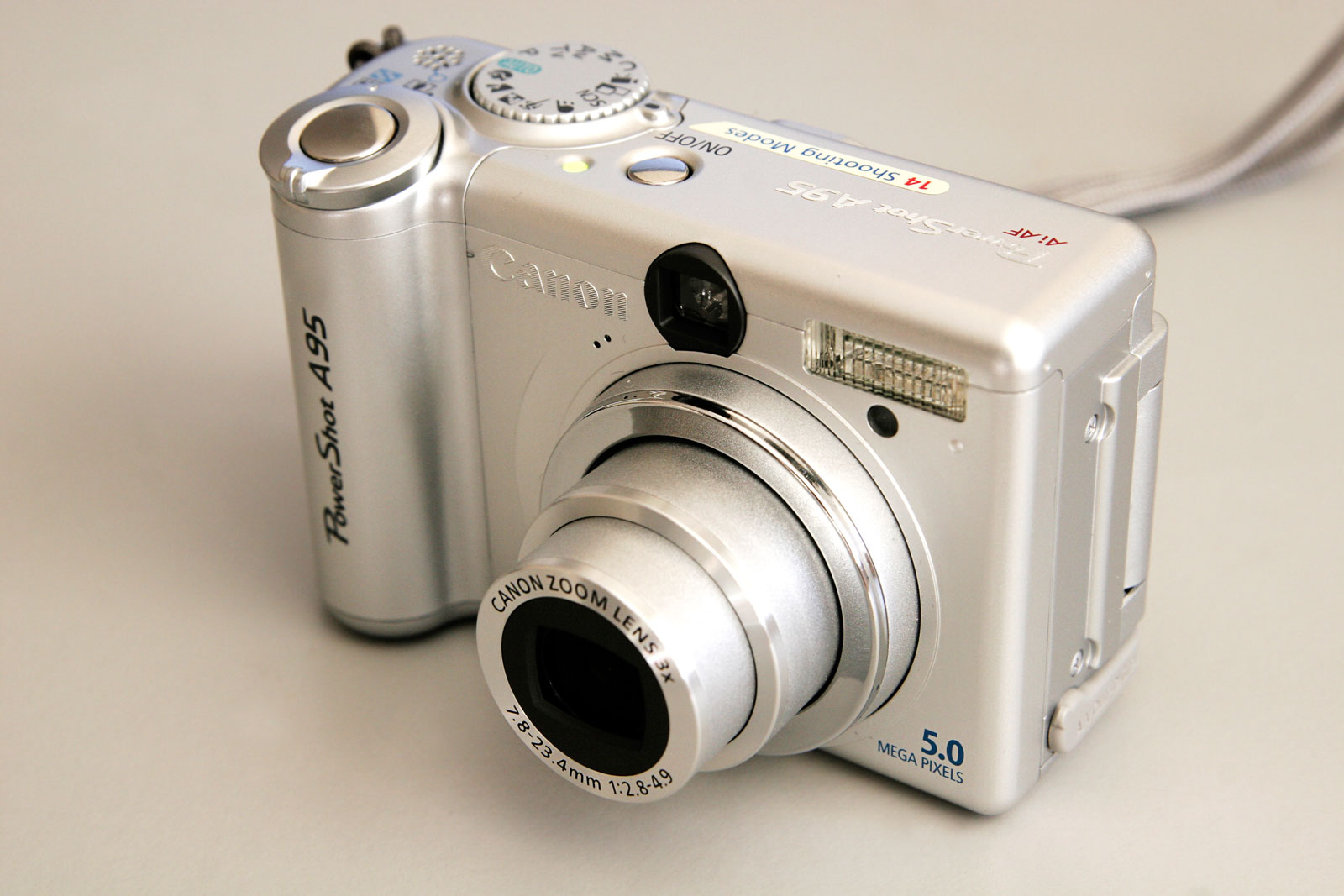
Een digitale camera uit 2004

Digitale fotografie is het vastleggen van beelden met behulp van een digitale camera, waarin zich een lichtgevoelige beeldchip bevindt die met de elektronica en software voor de beeldopbouw en vastlegging zorgt. De digitale fotografie werd voor het eerst mogelijk in september 1981.
voordelen van digitale fotografie zijn:
- de mogelijkheid het resultaat onmiddellijk te controleren;
- de snellere invoer voor bewerking op computers;
- de lage kosten voor mislukte opnames;
- de mogelijkheid om relatief goedkoop meer beelden in de camera op te slaan.

Een gecombineerd voor- en nadeel is het beheer van de eenmaal genomen foto's: hoewel door de digitale aard een foto gemakkelijker beheerd kan worden, moet de fotograaf hier ook meer aandacht dan voorheen aan besteden.

## Verschillen met traditionele fotografie
Het eerste wat opvalt is het ontbreken van een film of fotorolletje in een digitale camera. Bij klassieke toestellen wordt de beeldinformatie, die als licht de lens passeert, opgeslagen op een lichtgevoelige film. Deze film moet eerst worden ontwikkeld (chemisch bewerkt), waarna de foto's via een nieuwe stap, weer met een chemisch proces, kunnen worden afgedrukt. Dit ingewikkelde en tijdrovende proces is meestal een klus voor een professionele afdrukcentrale, niet in de laatste plaats omdat er chemicaliën, in de juiste verhoudingen en temperaturen, bij gebruikt worden.  Daarnaast zijn sommige van deze chemicaliën beperkt houdbaar, zodat zelf ontwikkelen voor een amateur alleen zinvol is als hij het regelmatig doet. Een ander gevolg van het gebruik van films in de klassieke fotografie is dat men niet één of enkele foto’s kan (laten) ontwikkelen zonder dat het hele filmpje wordt ontwikkeld. Verder is het aantal opnames per filmpje beperkt (bij 35 mm kleinbeeld gewoonlijk 36 opnames, bij halfkleinbeeld 72).
Digitale camera's gebruiken geen lichtgevoelige film. Het aftasten van het beeld gebeurt door een lichtgevoelige elektronische sensorchip waarvan er verschillende types bestaan zoals CCD en CMOS. Wellicht het meest toegepast is de CCD. Het bewaren van de foto's gebeurt niet op de sensor, maar in het geheugen van de camera, waarna de afbeelding kan worden opgeslagen op een geheugenkaart, diskette, harde schijf, imagetank, een (beschrijfbare)  cd of een andere gegevensdrager.
Daarna kunnen de foto's afgedrukt worden. Een van de mogelijkheden daarvoor is met behulp van DPOF (Digital Print Order Format).
Men kan ook gemakkelijk één of enkele foto’s afdrukken, zonder een heel, nog grotendeels leeg, filmpje op te offeren. Daarnaast kan men, afhankelijk van de grootte van de geheugenchip, grote aantallen opnames maken zonder een geheugenchip te hoeven verwisselen.

## CCD versus CMOS

Overzicht van de groottes van diverse lichtgevoelige sensoren

CCD- en CMOS-sensoren doen beide hetzelfde: ze zetten licht om in elektrische lading. Ze doen dat echter op een verschillende manier.
Nadat het licht (de fotonen) de sensor heeft bereikt, wordt de grootte van de hoeveelheid licht (de opgebouwde lading) van elke cel in de sensor uitgelezen. In een CCD-sensor wordt de lading zelf over de chip getransporteerd (van pixeldiode naar naastliggende pixeldiode) en uitgelezen op een hoek van de array. Een analoog-digitaalomzetter zet elke pixel waarde om in een digitale waarde. In de meeste CMOS-sensoren zitten meerdere transistoren op elke pixelcel die de informatie elektronisch versterken en de waarde verplaatsen via metalen sporen op de chip. De CMOS-aanpak is flexibeler omdat elke pixel apart kan worden uitgelezen.
CCD-sensoren worden op een speciale manier gemaakt, met als doel de lading zonder vervorming over de chip te transporteren. Dit proces leidt tot sensoren van zeer hoge kwaliteit in de zin van nauwkeurigheid van de lichthoeveelheid en -gevoeligheid. CMOS-chips daarentegen worden in traditionele fabricageprocessen gemaakt, dezelfde als waarin de meeste microprocessoren worden gemaakt. Door de verschillen in de fabricageprocessen zijn er aanmerkelijke verschillen tussen CCD- en CMOS-sensoren.
- CCD-sensoren leveren foto's van hoge kwaliteit en met minder ruis dan CMOS-sensoren.
- Omdat elke pixel op een CMOS-sensor meerdere transistoren naast zich heeft, is de CMOS-chip in het algemeen minder gevoelig. Veel van de fotonen die de chip raken, raken de transistoren in plaats van de fotodiode.
- Het fabricageproces voor CCD-sensoren verbruikt veel vermogen. CCD-sensoren verbruiken ca. 100 keer zoveel vermogen als een vergelijkbare CMOS-sensor.
- CMOS-sensoren kunnen worden gemaakt in elke willekeurige standaardproductielijn voor siliciumchips, en zijn daardoor extreem goedkoop in vergelijking met CCD-sensoren.
- CCD-sensoren worden al lange tijd gemaakt en zijn dus verder ontwikkeld. Ze leveren in het algemeen een hogere kwaliteit en meer pixels.

Gebaseerd op deze verschillen kan worden geconcludeerd dat CCD-sensoren worden gebruikt in camera's met een uitstekende lichtgevoeligheid, voor hogekwaliteitsfoto's met veel pixels. CMOS-sensoren hebben een lagere kwaliteit, een lagere resolutie en een lagere lichtgevoeligheid.
CMOS-sensoren zijn echter de laatste tijd in opkomst en inmiddels in de meeste fotografie toepassingen even goed of beter dan CCD-sensoren. CMOS-camera's zijn meestal minder duur, verbruiken minder energie en de batterijen gaan daardoor langer mee. Tegenwoordig zijn er CMOS-sensoren ter grootte van het kleinbeeld formaat, 24 x 36 mm met een zeer groot aantal pixels.

## Kwaliteit
De kwaliteit van een digitale opname hangt onder meer af van de gebruikte resolutie. Hoe hoger de resolutie, hoe meer detail kan worden vastgelegd. De resolutie van een digitale camera wordt meestal uitgedrukt in het aantal pixels (= fotodioden) op de sensor. Tegenwoordig (2011) is meer dan 11 megapixel voor een compactcamera eerder standaard dan uitzondering; Hasselblad heeft anno 2011 een professionele camera in het assortiment met een resolutie van 65 megapixel.
Zeker zo belangrijk is het objectief. Spiegelreflexcamera's hebben bovendien verwisselbare objectieven en meestal een veel grotere sensor met een grotere gevoeligheid. Een derde factor is de gebruikte software in de camera zelf, en de manier waarop de beelden opgeslagen worden (met compressie, bijvoorbeeld JPEG, GIF, PNG of TIFF of zonder, bijvoorbeeld RAW-formaat).
De fotograaf met een camera-met-een-film heeft invloed op twee belangrijke elementen die de foto bepalen: de belichtingstijd en de opening van het diafragma. Een derde variabele is de brandpuntsafstand die kan worden veranderd door van lens te wisselen of door een zoomobjectief te gebruiken, en een vierde is de filmgevoeligheid, die gekozen wordt bij de aanschaf van het filmrolletje. Bij digitale fotografie kan men met de betere camera's ook deze vierde variabele, gevoeligheid, per foto instellen. Dit vergt voor mensen die zijn opgegroeid met analoge fotografie een zekere nieuwe leerfase. Het is van belang te weten dat ook in de digitale sensor de korrel in de vorm van beeldruis toeneemt wanneer men een grotere gevoeligheid kiest.
Een vijfde instelmogelijkheid is de witbalans (zonlicht, kunstlicht, TL, etc.). Bij filmrolletjes koop je een filmpje van bijvoorbeeld daglichtfilm (meestal 100 ASA) of kunstlichtfilm (meestal 400 ASA). Bij een digitale camera stelt de camera meestal zelf deze waarden in op basis van een analyse van het beeld (iets wits in beeld helpt), waardoor dit niet altijd op de juiste manier gebeurt, hetgeen tot problemen kan leiden. Overigens speelt dit probleem ook bij film, maar daar wordt de analyse niet door de camera gedaan maar door het ontwikkellaboratorium. Van een foto die men terug krijgt met een kleurzweem is wel degelijk een goede afdruk te maken, alleen gebeurde dat niet door het automatische proces van het laboratorium.
Een veel vergeten kwaliteitsaspect van een opname is het dynamisch bereik, dat wil zeggen het grootste verschil tussen donker en licht dat de digitale camera of film nog kan onderscheiden. Ten opzichte van film is dit bereik (dat wordt uitgedrukt in diafragmastops: ca. 8 voor digitaal, tegenover ca. 11 (kleur) of ca. 13 (z/w) voor film) in de digitale camera's – zowel de compacte als de meeste reflexcamera's (met uitzondering van Leica DMR) – wat beperkter. Digitale achterwanden voor midden- en grootformaatcamera's hebben een groter bereik. In een normale daglichtsituatie is het benodigde bereik overigens 6 à 7 stops.

## Tijdlijn

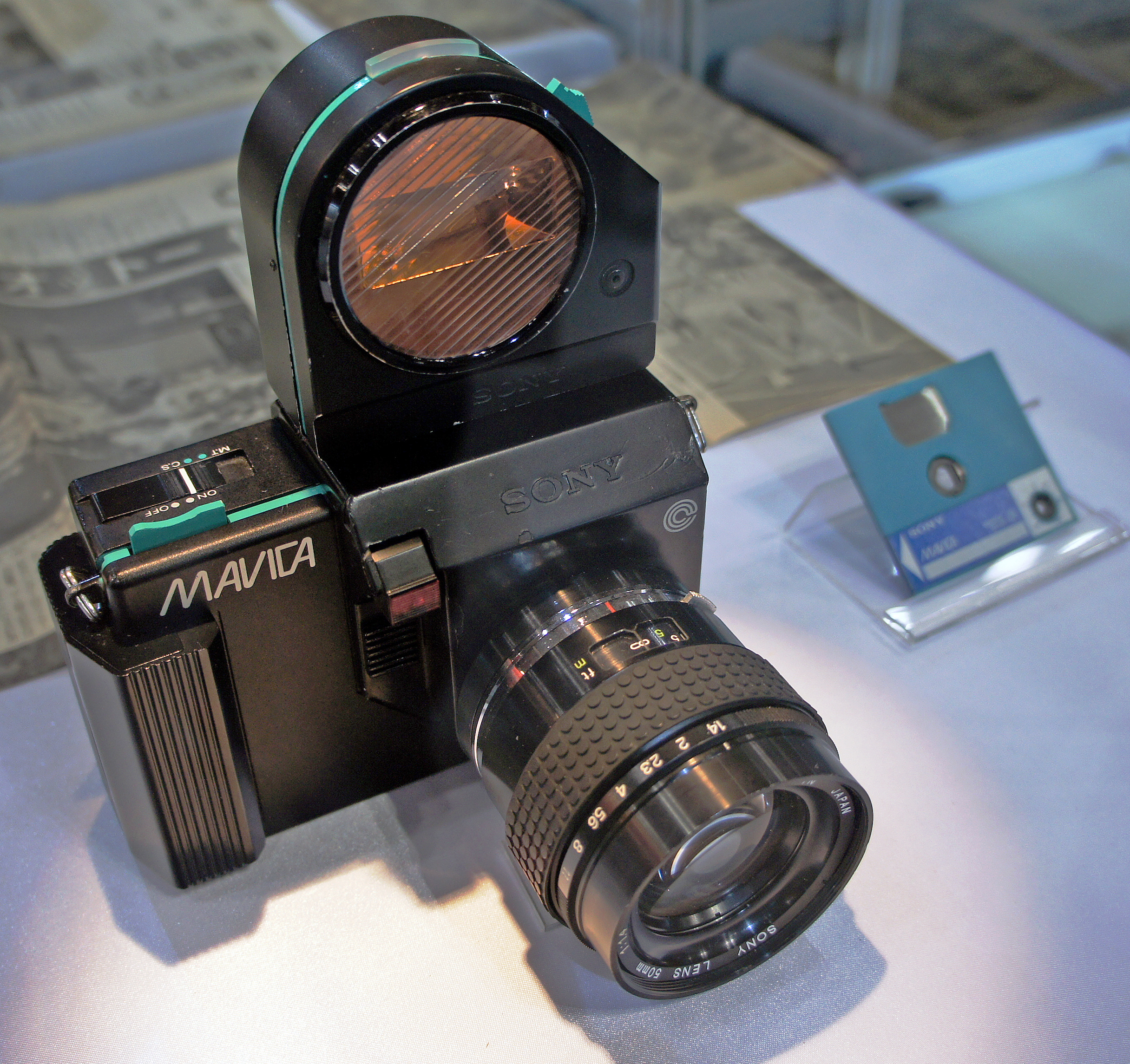
Sony Mavica uit 1981

- 1964: Het Jet Propulsion Lab van de NASA maakt gebruik van computers voor de omzetting van analoge signalen, uitgezonden door onbemande maanvluchten.
- 1969: Bell Labs ontwikkelt de eerste CCD (charge-coupled device).
- 1974: Kodak ontwikkelt de eerste kleurenfilter voor digitale beelden, het Bayer Pattern. Dit is opgebouwd uit 2 groene, 1 rood en 1 blauw element. Dit systeem wordt nog steeds in de meeste digitale camera's gebruikt.
- 1981: Sony brengt het eerste digitale fototoestel op de markt: de Mavica.
- 1988: JPEG, een standaard voor beeldcompressie, ziet het levenslicht. Het opslaan van beelden kan nu veel effectiever gebeuren, de beeldkwaliteit hangt af van de mate waarin gecomprimeerd wordt.
- 1990: Adobe introduceert de eerste versie van Photoshop, wat later de standaard zal worden in beeldverwerkingssoftware.
- 1991: Kodak lanceert de DCS-100, een professionele digitale camera, voor ongeveer € 25.000,-
- 1994: SanDisk ontwikkelt, samen met Polaroid, Canon en Apple, de eerste CompactFlash geheugenkaart.
- 1995: De eerste goedkopere digitale camera's komen op de markt.
- 1998: Sony brengt de Mavica FD-71 uit. Deze camera slaat de foto's op een floppy disk op. Tevens wordt de memorystick gelanceerd.
- 2000: De Sharp J-SH04 is de eerste telefoon met ingebouwde camera.
- 2001: Fuji ontwikkelt Super CCD, een andere versie van de CCD.
- 2002: Foveon introduceert een ander type beeldsensor. Sigma kondigt de SD9 aan, de eerste camera die gebruikmaakt van de Foveon X3-sensor.

De Belgische wiskundige Ann Dooms gaf een presentatie (zie externe link) met als titel: Een foto zegt meer dan duizend woorden, maar welke taal spreekt het.